# Dun-sur-Grandry
Pour les articles homonymes, voir Dun.
Dun-sur-Grandry est une commune française située dans le département de la Nièvre, en région Bourgogne-Franche-Comté.

## Géographie

### Climat
Pour des articles plus généraux, voir Climat de la Bourgogne-Franche-Comté et Climat de la Nièvre.
En 2010, le climat de la commune est de type climat des marges montargnardes, selon une étude du Centre national de la recherche scientifique s'appuyant sur une série de données couvrant la période 1971-2000. En 2020, Météo-France publie une typologie des climats de la France métropolitaine dans laquelle la commune est exposée à un climat océanique altéré et est dans la région climatique  Centre et contreforts nord du Massif Central, caractérisée par un air sec en été et un bon ensoleillement. 
Pour la période 1971-2000, la température annuelle moyenne est de 10,7 °C, avec une amplitude thermique annuelle de 16,2 °C. Le cumul annuel moyen de précipitations est de 1 098 mm, avec 13,5 jours de précipitations en janvier et 8,5 jours en juillet. Pour la période 1991-2020, la température moyenne annuelle observée sur la station météorologique de Météo-France la plus proche, « Chateau Chinon », sur la commune de Château-Chinon (Ville) à 11 km à vol d'oiseau, est de 10,5 °C et le cumul annuel moyen de précipitations est de 1 252,3 mm. 
La température maximale relevée sur cette station est de 38,8 °C, atteinte le 25 juillet 2019 ; la température minimale est de −21,3 °C, atteinte le 10 février 1956,,. 
Les paramètres climatiques de la commune ont été estimés pour le milieu du siècle (2041-2070) selon différents scénarios d'émission de gaz à effet de serre à partir des nouvelles projections climatiques de référence DRIAS-2020. Ils sont consultables sur un site dédié publié par Météo-France en novembre 2022.

## Urbanisme

### Typologie
Au 1er janvier 2024, Dun-sur-Grandry est catégorisée commune rurale à habitat très dispersé, selon la nouvelle grille communale de densité à sept niveaux définie par l'Insee en 2022.
Elle est située hors unité urbaine et hors attraction des villes,.

### Occupation des sols
L'occupation des sols de la commune, telle qu'elle ressort de la base de données européenne d’occupation biophysique des sols Corine Land Cover (CLC), est marquée par l'importance des territoires agricoles (76,3 % en 2018), une proportion sensiblement équivalente à celle de 1990 (76,9 %). La répartition détaillée en 2018 est la suivante : prairies (74,8 %), forêts (23,7 %), zones agricoles hétérogènes (1,5 %). L'évolution de l’occupation des sols de la commune et de ses infrastructures peut être observée sur les différentes représentations cartographiques du territoire : la carte de Cassini (XVIIIe siècle), la carte d'état-major (1820-1866) et les cartes ou photos aériennes de l'IGN pour la période actuelle (1950 à aujourd'hui).

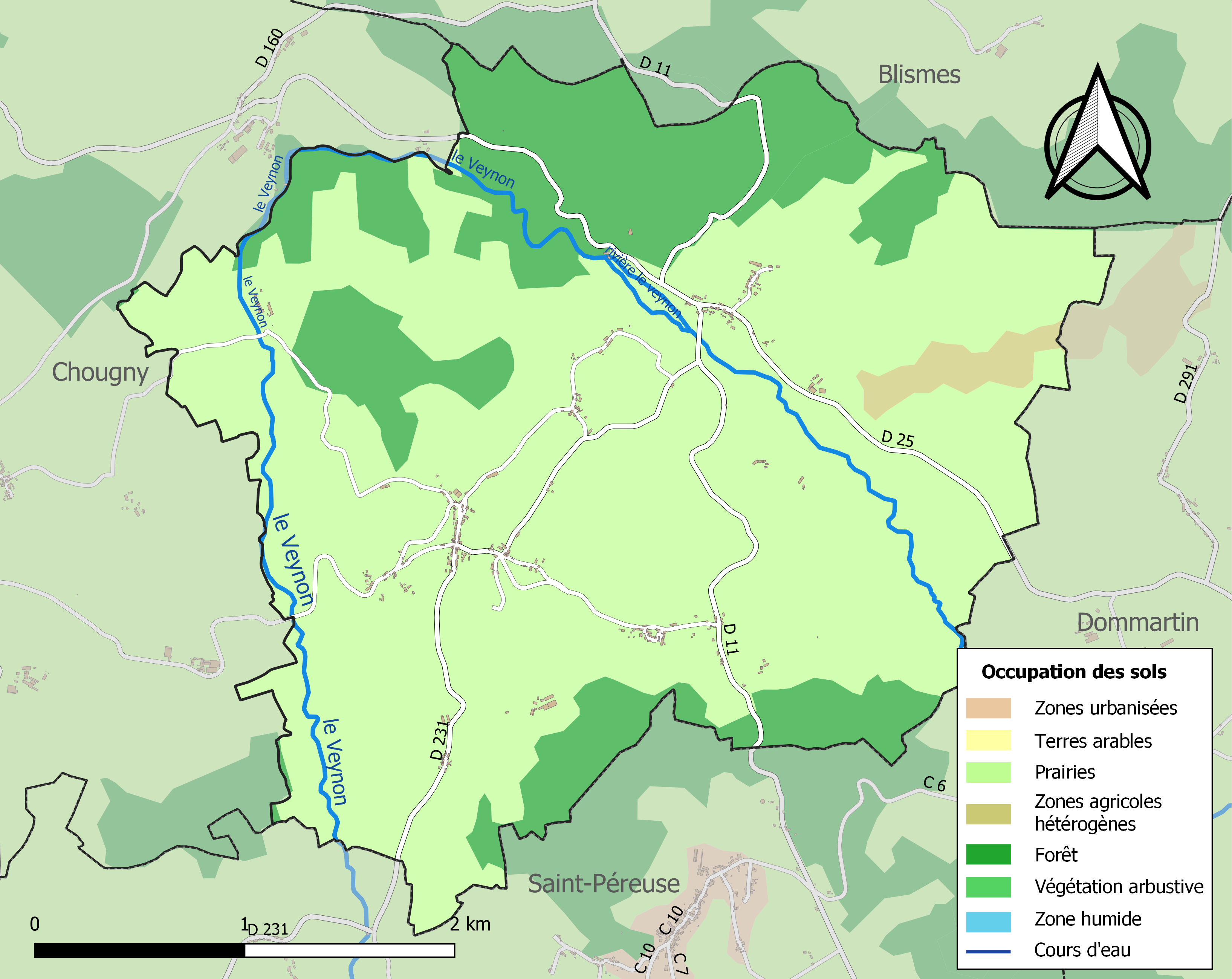
Carte des infrastructures et de l'occupation des sols de la commune en 2018 (CLC).

## Toponymie
La première mention connue du lieu remonte à 1287 : Dunum (registres de l’évêché de Nevers). On relève également les formes Dung en 1521 et Dun-sur-Grandrye en 1668.
Le toponyme dun proviendrait du mot gaulois dunum, colline puis forteresse.

## Histoire
- La paroisse, dont la première mention remonte à 1287, est créée au XIIe siècle, à la collation de l'abbesse de l'abbaye Notre-Dame de Nevers.
- Selon le premier recensement[15], le nombre d'habitants de Dun-sur-Grandry, en 1896,  s'élève à 749 et le nombre de maisons à 172. La commune compte un instituteur et deux institutrices publics, un curé, un garde champêtre, deux cantonniers, un buraliste. Les commerçants se répartissent de la façon suivante : quatre aubergistes, deux épiciers, un boulanger. Les chefs de famille artisans sont bien représentés : cinq sabotiers, quatre tisserands et deux tailleurs d’habits, quatre charrons, quatre maçons, trois maréchaux-ferrants, trois charbonniers, un cordonnier, une couturière, un couvreur, un menuisier, un meunier, un terrassier... Mais l’effectif le plus important est constitué par les cultivateurs - cinquante-quatre chefs de famille - et les journaliers - quarante-deux chefs de famille. On recense également cinq fermiers, un métayer et quatre rentiers. Les domestiques sont nombreux (29) et sont généralement employés à des tâches bien précises : huit cultivateurs, sept porchers, deux bonnes, une femme de chambre, une servante, une bergère, un meunier, un charretier, un jardinier... Enfin, on trouve à Dun un entrepreneur de travaux publics, deux poseurs au chemin de fer (dont les femmes sont gardes-barrières) et un propriétaire exploitant (Victor Gautron du Coudray). Au total, on relève à Dun un peu plus de trente professions différentes. Il n’y a ni sage-femme ni médecin ni notaire dans la commune. Cinquante-deux familles ont la garde d’un ou plusieurs enfants assistés de la Seine.

## Politique et administration
| Période                                  | Période   | Identité                   | Étiquette | Qualité  |
| ---------------------------------------- | --------- | -------------------------- | --------- | -------- |
| mars 2001                                | mars 2008 | Emmanuel Lucas             |           |          |
| mars 2008                                | mars 2014 | André Mercier              |           | Retraité |
| mars 2014                                | 2017      | Michel Buteau              |           |          |
| 2017                                     | 2020      | Christiane Maury-Josserand |           |          |
| Les données manquantes sont à compléter. |           |                            |           |          |

## Démographie
L'évolution du nombre d'habitants est connue à travers les recensements de la population effectués dans la commune depuis 1793. Pour les communes de moins de 10 000 habitants, une enquête de recensement portant sur toute la population est réalisée tous les cinq ans, les populations de référence des années intermédiaires étant quant à elles estimées par interpolation ou extrapolation. Pour la commune, le premier recensement exhaustif entrant dans le cadre du nouveau dispositif a été réalisé en 2008.

En 2022, la commune comptait 148 habitants, en évolution de −12,43 % par rapport à 2016 (Nièvre : −3,28 %, France hors Mayotte : +2,11 %).
| 1793 | 1800 | 1806 | 1821 | 1831 | 1836 | 1841 | 1846 | 1851 |
| ---- | ---- | ---- | ---- | ---- | ---- | ---- | ---- | ---- |
| 484  | 395  | 475  | 544  | 573  | 545  | 565  | 633  | 690  |

| 1856 | 1861 | 1866 | 1872 | 1876 | 1881 | 1886 | 1891 | 1896 |
| ---- | ---- | ---- | ---- | ---- | ---- | ---- | ---- | ---- |
| 738  | 775  | 730  | 784  | 727  | 701  | 849  | 802  | 749  |

| 1901 | 1906 | 1911 | 1921 | 1926 | 1931 | 1936 | 1946 | 1954 |
| ---- | ---- | ---- | ---- | ---- | ---- | ---- | ---- | ---- |
| 669  | 631  | 559  | 505  | 462  | 435  | 422  | 375  | 299  |

| 1962 | 1968 | 1975 | 1982 | 1990 | 1999 | 2006 | 2008 | 2013 |
| ---- | ---- | ---- | ---- | ---- | ---- | ---- | ---- | ---- |
| 255  | 243  | 202  | 178  | 152  | 162  | 151  | 148  | 176  |

| 2018 | 2022 | - | - | - | - | - | - | - |
| ---- | ---- | - | - | - | - | - | - | - |
| 144  | 148  | - | - | - | - | - | - | - |

## Lieux et monuments
- Notre-Dame-du-Morvan, élevée en 1875.

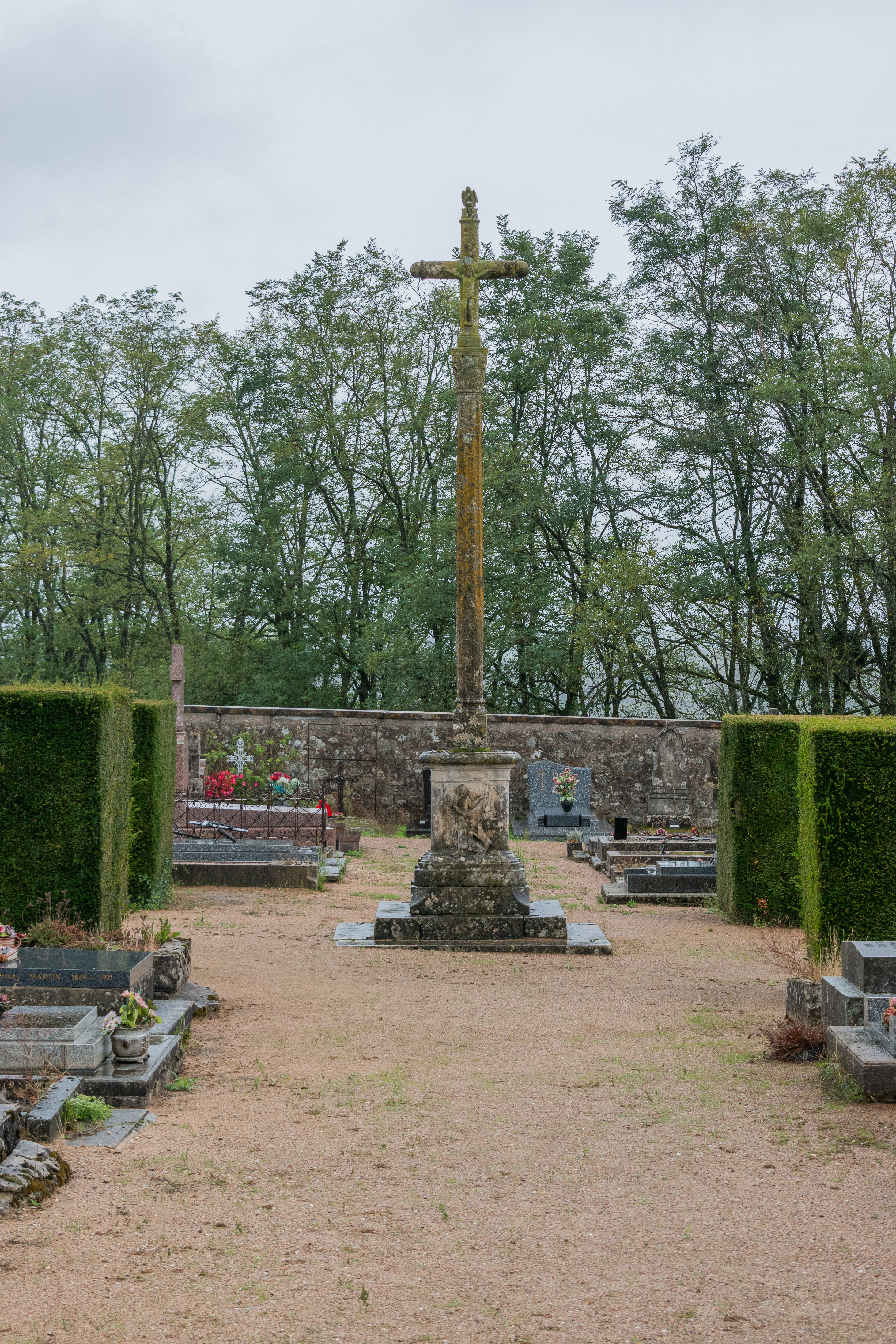
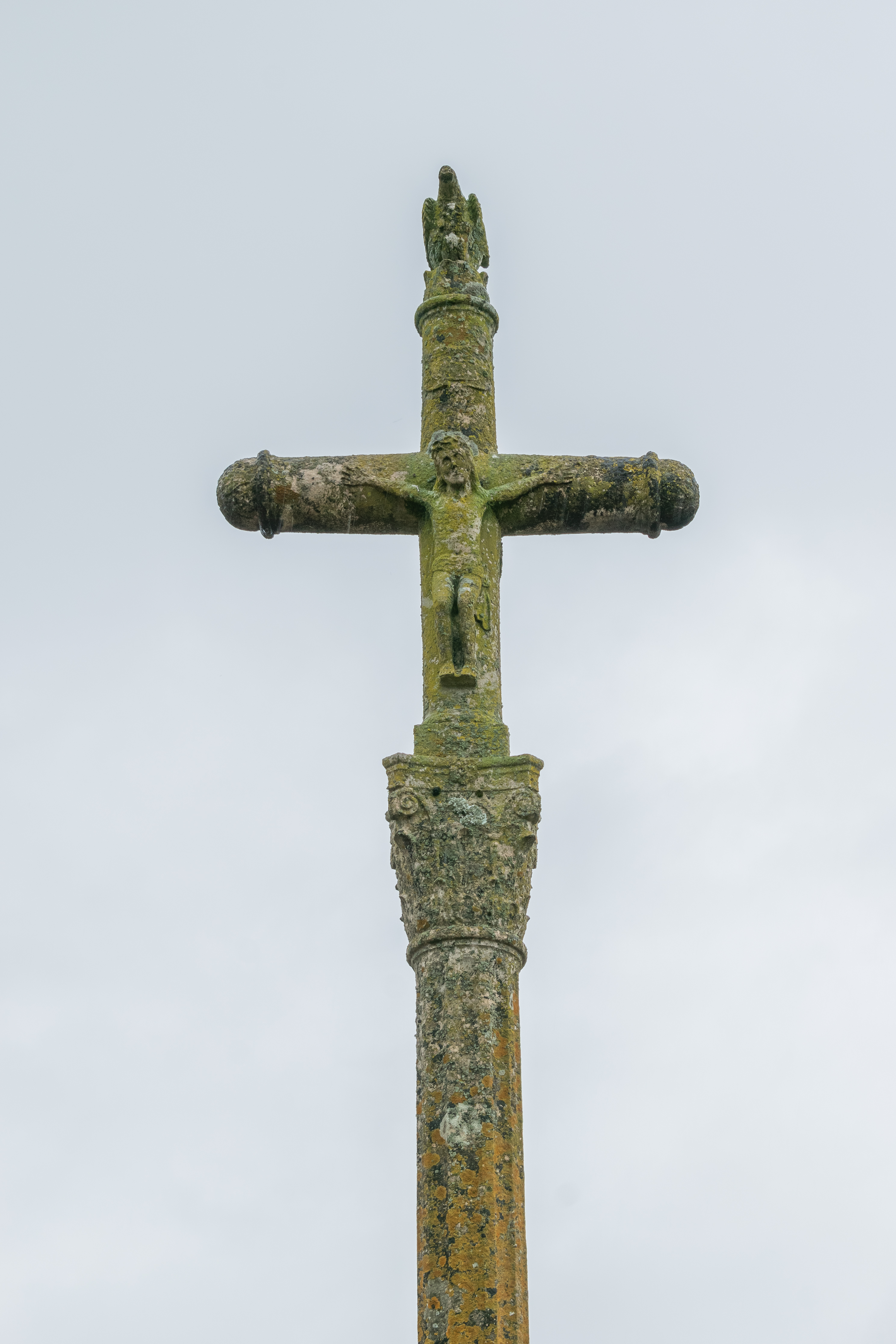
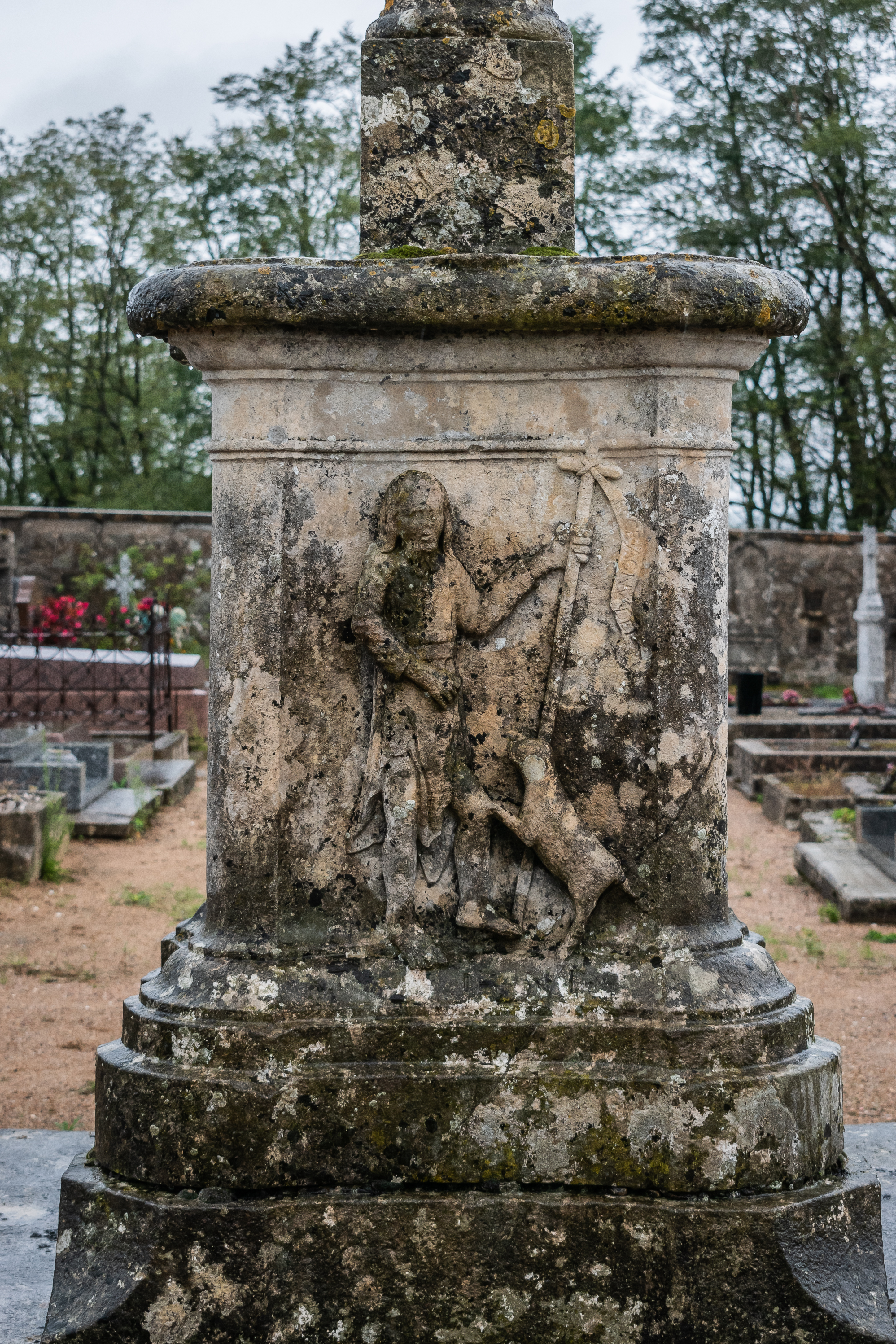

- Croix de cimetière (1755).

## Personnalités liées à la commune
- Victor Gautron du Coudray (1868-1957), érudit et homme de lettres, vit dans la commune de 1893 à 1901, au château de Grandry.
- Pascale Breugnot (1940-), productrice et réalisatrice française.